# Битва в ущелье Хвар
Битва в ущелье Хвар — неудачная засада, организованная афганскими войсками Ашраф-шаха во время его отступления после поражения от персов в битве при Дамгане в узком ущелье Хвар к востоку от Варамина.

## Битва
Готовя засаду, Ашраф-шах скрытно разместил легкую артиллерию и снайперов на высотах над ущельем и оборудовал укрепления в самых узких его местах. Кроме того, он оставил значительную часть кавалерии, чтобы выследить персов, которые могли остаться в живых после нападения из засады. Однако разведчики Надир-шаха сообщили ему о строительстве укреплений в ущелье Хвар. Надир во главе войска обошел ущелье и атаковал афганцев с тыла силами стрелков и при поддержке артиллерии. Атака заставила афганцев бежать, бросив оружие и обоз.

## Последствия
В результате битвы путь в сердце Ирана и на столицу Исфахан для Надир-шаха был открыт. Однако Надир решил пойти более длинным путем, дальше на запад, для пополнения ресурсов. Несмотря на это, афганцы не смогли подготовить оборону Исфахана, и уже очень скоро войска Надир-шаха достигли Мундшахара, города всего в нескольких километрах к северу от самого Исфахана.